# پیش‌تخته

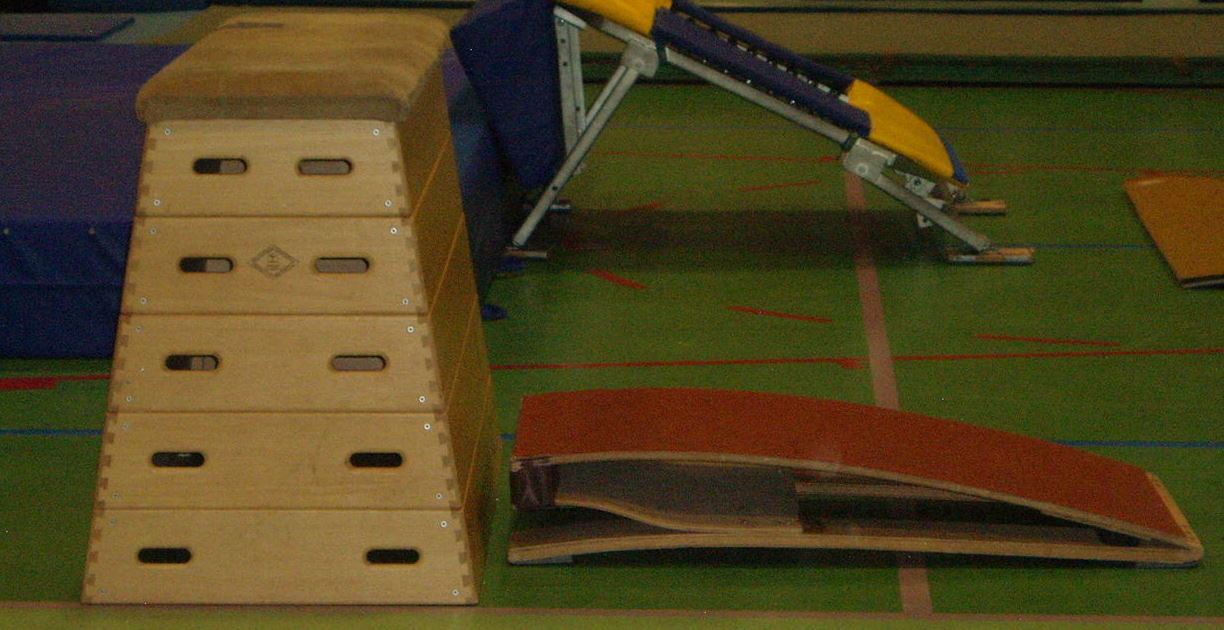
پیش‌تخته.

پیش‌تخته یکی از ابزارهای ورزش ژیمناستیک است. 
پیش‌تخته، تخته‌ای شیبدار است که در زیر آن فنرهایی قرار دارد و برای پرش ژیمناستیک‌کاران بر روی وسایلی همچون پرش از خرک استفاده می‌شود.
پیش‌تخته انواع گوناگون دارد همچون پیش‌تخته هفت‌فنره چوبی یا پیش‌تخته فلزی.

## منبع
نگاه کنید به: یاوران ورزش.